# Schmidtiana spinicollis
Schmidtiana spinicollis es una especie de escarabajo longicornio del género Schmidtiana. Fue descrita científicamente por Pascoe en 1866.
Se distribuye por Malasia (Borneo). Mide 38-48 milímetros de longitud.